# Грмљење
Грмљавина је звучна метеоролошка појава која настаје приликом електричног атмосферског пражњења. Звук настаје тако што се ваздух у околини муње рапидно загрева и шири у свим правцима, што за последицу има звучни ефекат.